# 吳濁流文學獎
吳濁流文學獎，原為「台灣文藝雜誌社」創辦人吳濁流1964年成立的「台灣文學獎」。1969年時吳濁流捐款退休金新臺幣十萬元成立吳濁流文學獎基金會，以基金利息提供獎金，將其改名為「吳濁流文學獎」。其宗旨在於鼓勵青年作家文學創作，推動台灣文學。吳濁流在〈我設立文學獎的動機和期望〉一文賦詩：「誓將熱血挽狂瀾，七十光陰一指彈；寄語萬千諸後秀，一心一德振文壇。」
吳濁流文學獎原僅有「小說獎」，1971年設立「吳濁流新詩獎」與「吳濁流漢詩獎」，1972年到1974年該會曾頒發三屆的「漢詩獎」。
吳濁流文學獎評選作品以每年發表在《台灣文藝》之創作小說及創作新詩為主要對象，評定出「正獎」及「佳作獎」。1984年時擴及《文學界》、笠詩刊等其他報刊雜誌，1991年後擴大評選，舉凡本土性文學作品均可為候選作品，並接受台灣筆會會員及本土性文學刊物編輯人之推薦。
1977年時由鍾肇政主編，將前八屆的得獎作品二十五篇收入《吳濁流文學獎作品集》。
2020年，新竹縣縣長楊文科接任吳濁流文學獎基金會董事長後決定，把新竹縣政府文化局連續19年舉辦的吳濁流文藝獎併入吳濁流文學獎內共同舉辦，合併後的獎項名稱保留為「吳濁流文學獎」，並將原先在台北市的吳濁流文學獎基金會總部遷回新竹縣。合併後的吳濁流文學獎也提高獎金、增設徵獎組別（現代詩、兒童文學、散文、短篇小說，2021年新增客語詩）。

## 歷屆台灣文學獎

### 第一屆：1966年
- 正獎：從缺
- 佳作：七等生〈回鄉的人〉、鍾鐵民〈點菜的日子〉、鍾肇政〈骷髏與沒有數字板的鐘〉、張彥勳〈妻的腳〉、廖清秀〈金錢的故事〉

### 第二屆：1967年
- 正獎：從缺
- 佳作：鍾肇政〈中元的構圖〉、黃春明〈男人與小刀〉、七等生〈灰色鳥〉

### 第三屆：1968年
- 正獎：李喬〈那棵鹿仔樹〉

### 第四屆：1969年
- 正獎：鄭清文〈門〉

## 歷屆吳濁流文學獎
「台灣文學獎」自1970年起，改稱為「吳濁流文學獎」。以下作品未標出處為發表於《台灣文藝》的作品。

### 第一屆：1970年
小說獎：
- 正獎：黃靈芝〈蟹〉、沈萌華〈鬼井〉
- 佳作：黃文相〈廢屋〉

### 第二屆：1971年
小說獎：
- 正獎：黃文相〈笑容〉
- 佳作：喬幸嘉〈日薄崦嵫〉、黃文相〈廢屋〉

### 第三屆：1972年
小說獎：
- 正獎：楊青矗〈升〉
- 佳作：江上〈黑色大蝴蝶〉、張秀民〈舞淚〉

漢詩獎：曾財庭

### 第四屆：1973年
小說獎：
- 正獎：江上〈有一個死〉
- 佳作：張秀民〈交叉線〉〈今夜下著雨〉、司徒門〈跛腳天助和他的牛〉

新詩獎：
- 正獎：岩上〈松鼠與風鼓〉
- 佳作：凱若〈歸途手記〉

漢詩獎：高友直

### 第五屆：1974年
小說獎：
- 正獎：張秀民〈某年夏日〉
- 佳作：方死生〈影子〉、周梅春〈鹿場之夜〉、潘榮禮〈投機狗〉

新詩獎：
- 正獎：從缺
- 佳作：曾淑貞〈樹〉、衡榕〈透過時空〉

漢詩獎：鄭國貞

### 第六屆：1975年
小說獎：
- 正獎：馮輝岳〈小鎮映象〉
- 佳作：潘榮禮〈水流屍〉、周梅春〈下一代〉、

新詩獎：
- 正獎：李魁賢〈孟加拉悲歌〉
- 佳作：謝武彰〈修船〉

### 第七屆：1976年
小說獎：
- 正獎：從缺
- 佳作：鍾樺〈另一個日子〉、司徒門〈扛〉、鄭石棟〈鳥園〉

新詩獎：
- 正獎：蔡潤玉〈電冰箱的故事〉、陳德恩〈風雨裡的小草〉

### 第八屆：1977年
小說獎：
- 正獎：陳千武〈獵女犯〉、李篤恭〈小黑〉
- 佳作：廖翱〈我們來唱歌〉

新詩獎：
- 正獎：從缺
- 佳作：趙迺定〈我裝著適意的吸著紙煙〉、簡良安〈根〉

### 第九屆：1978年
小說獎：
- 正獎：李雙澤〈終戰の賠償〉
- 佳作：喬幸嘉〈剝〉、鍾鐵民〈河鯉〉

新詩獎：
- 正獎：向陽〈鄉里記事〉
- 佳作：非馬〈醉漢〉、宋澤萊〈鄉景〉

### 第十屆：1979年
小說獎：
- 正獎：宋澤萊〈打牛湳村〉、陳映真〈夜行貨車〉
- 佳作：花村〈秋天的故事〉

新詩獎：
- 正獎：何瑞雄〈魚〉
- 佳作：鄭炯明〈帽子〉

### 第十一屆：1980年
小說獎：
- 正獎：吳念真〈白鶴展翅〉、鍾延豪〈故事〉
- 佳作：吳錦發〈堤〉

新詩獎：
- 正獎：靜修〈我在泰北〉
- 佳作：鄭炯明〈鼓〉

### 第十二屆：1981年
小說獎：
- 正獎：陳若曦〈路口〉
- 佳作：施明正〈渴死者〉

新詩獎：
- 正獎：許達然〈疊羅漢〉

### 第十三屆：1982年
小說獎：
- 正獎：東方白「浪淘沙」之《浪》
- 佳作：廖清山〈遺產〉、吳錦發〈兄弟〉

新詩獎：
- 正獎：非馬〈非馬詩四首〉
- 特別獎：北影一〈祇因有雙腳〉

### 第十四屆：1983年
小說獎：
- 正獎：施明正〈喝尿者〉
- 佳作：王幼華〈歡樂人生路〉、林沈默〈牛〉

新詩獎：
- 正獎：鄭炯明〈傾聽〉
- 佳作：宋澤萊〈土〉

### 第十五屆：1984年
小說獎：
- 正獎：鍾鐵民〈大姨〉（《文學界》第6期）
- 特別獎：李喬〈泰母山記〉
- 佳作：吳錦發〈燕鳴的街道〉、莘歌〈畫像裡的祝福〉

新詩獎：
- 正獎：宋澤萊〈福爾摩沙許諾〉
- 佳作：曾貴海〈高雄〉（《笠》）

### 第十六屆：1985年
小說獎：
- 正獎：吳錦發〈叛國〉（《文學界》第10期）
- 佳作：林雙不〈大學女生莊南安〉、鄭俊清〈黑色地域的呼喊〉

新詩獎：
- 正獎：陳鴻森〈比目魚〉（《笠》第119期）、曾貴海〈眼鏡〉（《笠》第120期）
- 佳作：吳俊賢〈下棋〉（《笠》第122期）

### 第十七屆：1986年
小說獎：
- 正獎：田雅各〈最後的獵人〉
- 佳作：林雙不〈番鴨子群〉、曾心儀〈作品之二〉（《文學界》第17期）

新詩獎：
- 正獎：利玉芳〈貓〉（《笠》第127期）
- 佳作：黃樹根〈AIDS〉（《文學界》第17期）

### 第十八屆：1987年
小說獎：
- 正獎：林雙不〈小喇叭手〉
- 佳作：洪中周〈進年兄的故事〉、張瑞麟〈佳落水枯了〉（《文學界》第18期）

新詩獎：
- 正獎：林豐明〈蜥蜴斷尾〉、〈零件組曲〉
- 佳作：王麗華〈這是自由的國度〉

### 第十九屆：1988年
小說獎：
- 正獎：黃娟〈相輕〉
- 佳作：張瑞麟〈無名氏〉（《文學界》第23期）、雪眸〈寒夜人未冷〉（《文學界》第24期）、文惠〈金德吾兒〉

新詩獎：
- 正獎：王麗華〈給他一個回不去的故鄉〉、〈他們對著我的窗口演講〉（《笠》第140期）
- 佳作：林盛彬〈過境〉（《笠》第140期）

### 第二十屆：1989年
小說獎：
- 正獎：許振江〈金蠅島〉（《文學界》25）
- 佳作：陳燁〈天窗〉（《文學界》27）、苦苓〈連長劉國軍〉（《文學界》25）

新詩獎：
- 正獎：龔顯榮〈天窗〉
- 佳作：陳晨〈魚罐頭〉〈戰爭之夜〉（《笠》144）、吉也〈我的近代史〉（《笠》144）

### 第二十一屆：1990年
小說獎：
- 正獎：陳燁〈天牆〉
- 佳作：雪眸〈但夜更長了〉（《文學界》28）、周梅春〈那一段空白〉（《文學界》28）

新詩獎：
- 正獎：德有〈寧鳴而死的蟬〉
- 佳作：郭成義〈清明構圖〉、張信吉〈哀悼的方法〉

### 第二十二屆：1991年
小說獎：
- 正獎：履彊〈情節〉（《自立晚報》1990.10.5—7）
- 佳作：雪眸〈十字架上〉（《台文》120）、王家祥〈眩奇人生〉（《民眾日報》1990.7.7－10）

新詩獎：
- 正獎：陳謙〈如果有人問起〉及其他6首（《笠》159等）
- 佳作：張芳慈〈花市〉及其他5首（《笠》160等）、海瑩〈去看海〉外一首（《笠》158等）

### 第二十三屆：1992年
小說獎：
- 正獎：舞鶴〈逃兵二哥〉（《文學台灣》1）
- 佳作：柯里〈華盛頓廣場故事〉（《台文》124）、林輝熊〈故事的故事〉（《台灣時報》1991.11.11）

新詩獎：
- 正獎：李敏勇〈死亡紀事〉（《自立晚報》1991.11.8）
- 佳作：琹川(洪嘉君)〈主婦日記〉（《笠》166）、江自得〈柺杖〉（《笠》

### 第二十四屆：1993年
小說獎：
- 正獎：雪眸〈悲劇台灣〉（《文學台灣》4）、王家祥〈關於拉馬達仙仙與荷拉阿雷〉（《自立晚報》副刊）

新詩獎：
- 正獎：白家華〈群樹的呼吸〉（《笠》172）
- 佳作：張翠華〈蟑螂之死〉（《笠》170）

### 第二十五屆：1994年
小說獎：
- 正獎：楊照〈家族相簿〉（《文學台灣》5.6.7.期）
- 佳作：邱亞才〈酒徒老境〉（《台灣時報》1993.10.18－19）

新詩獎：
- 正獎：沈芝亭〈首都的革命者〉（《笠》176）
- 佳作：張芳慈〈輪迴〉（《文學台灣》5）、陳晨〈日記篇〉（《笠》174）、平川〈流自冬季血管的詩〉（《台灣時報》1993.6.1）

### 第二十六屆：1995年
小說獎：
- 正獎：林韻梅〈後山歌聲〉系列
- 佳作：黃秋芳〈華印的兩個女人〉

新詩獎：
- 正獎：馮青〈合我們意念的島嶼〉
- 佳作：紀明宗〈冬天，我們愛〉、方群〈你說，我離家到底有多久？〉

### 第二十七屆：1996年
小說獎：
- 正獎：廖鴻基，作品<三月三樣三>(收錄於《討海人》)
- 佳作：潘弘輝

新詩獎：
- 正獎：谷風
- 佳作：陳秋白

### 第二十八屆：1997年
小說獎：
- 正獎：李秀，作品〈井月澎湖〉
- 佳作：賴香吟

新詩獎：
- 正獎：江自得
- 佳作：陳晨

### 第二十九屆：1998年
小說獎：霍斯陸曼伐伐，作品〈獵人〉(收錄於《黥面》)

新詩獎：

### 第三十屆：1999年
小說獎：夏曼·藍波安，作品〈黑色的翅膀〉

新詩獎：張芳慈，作品〈詩〉

### 第三十一屆：2000年
小說獎：高翊峰，作品以客語方式寫作的〈石竭媽媽〉

新詩獎：江文瑜，作品〈阿媽的料理〉等十首新詩

### 第三十二屆：2001年
小說獎：

新詩獎：李長青，作品〈道德的系譜〉

### 第三十三屆：2002年
小說獎：袁哲生，作品〈猴子〉

新詩獎：王宗仁，作品〈淡水鄞山寺巡禮〉

### 第三十四屆：2003年
小說獎：陳淑瑤，作品〈沙舟〉

新詩獎：陳玉玲，作品〈歌聲〉

### 第三十五屆：2004年
小說獎：周芬伶，作品〈影子情人〉

新詩獎：蔡秀菊，作品〈斯馬庫斯布落詩抄〉

### 第三十六屆：2005年
小說獎：甘耀明，作品〈匪神〉

新詩獎：呂美親，作品〈未亡人〉

### 第三十七屆：2006年
小說獎：陳垣三，作品〈浦尾的春天〉

新詩獎：方耀乾，作品〈烏江恨〉等十首

### 第三十八屆：2007年
小說獎：莊華堂，作品〈多桑的祈禱〉

新詩獎：
- 正獎：從缺
- 佳作：康原，作品〈古城的身影〉
- 佳作：甘子建，作品〈玫瑰的名字等〉

### 第三十九屆：2008年
小說獎：セ寇‧索克魯曼，作品〈東谷沙飛傳奇〉

新詩獎：陳胤，作品〈台中歷史散步〉等

### 第四十屆：2009年
小說獎：謝里法，作品〈大將軍的七幅画像〉

新詩獎：周華斌，作品〈琴聲佮心聲〉

### 第四十一屆：2010年
小說獎：馮青，作品〈懸浮〉

新詩獎：顏艾琳，作品〈那個徐志摩的男人〉等

### 第四十二屆：2011年
小說獎：涂妙沂，作品〈米蘭婆婆的異想世界〉

新詩獎：瓦歷斯·諾幹，作品〈小學思堂〉等

### 第四十三屆：2012年
小說獎：
- 正獎：呂則之《父親的航道》

新詩獎：
- 正獎：陳金順〈烏白底片等〉等10首

### 第四十四屆：2013年
小說獎：
- 正獎：方梓《來去花蓮港》
- 佳作：陳雨航《小鎮生活指南》

新詩獎：
- 正獎：顏雪花〈真相〉等10首
- 佳作：賴文誠〈詩的幾何學 - 關於情感〉等10首

### 第四十五屆：2014年
小說獎：
- 正獎：伊格言《零地點 GroundZero》

新詩獎：
- 正獎：李進文〈蔬果意味〉等10首
- 佳作：蔡麗雲〈遺言〉等10首

### 第四十六屆：2015年
小說獎：
- 正獎：鍾逸人《此心不沉》

新詩獎：
- 正獎：劉惠真〈分魍神牽者〉等10首
- 佳作：零雨〈綠饅頭〉等10首

### 第四十七屆：2016年
小說獎：
- 正獎：林秀赫《嬰兒整形》
- 佳作：巴代《暗礁》

新詩獎：
- 正獎：鯨向海〈參拜者〉等10首（收錄於《A夢》）
- 佳作：吳懷晨〈山海經〉等10首（收錄於《浪人吟》）

### 第四十八屆：2017年
小說獎：
- 正獎：賴香吟《文青之死》

新詩獎：
- 正獎：靈歌〈遠山〉等10首
- 佳作：林盛彬〈陰影顛覆的聲音〉等10首

### 第四十九屆：2018年
小說獎：
- 正獎：黃崇凱《文藝春秋》

新詩獎：
- 正獎：騷夏〈淤積的字〉等10首
- 佳作：林婉瑜〈萬聖節派對〉等10首
- 佳作：崔舜華〈口信〉等10首

### 第五十屆：2019年
小說獎：
- 正獎：顏敏如《我們，一個女人》（釀出版，2018年10月）
- 佳作獎：顧德莎《驟雨之島》（有鹿文化，2018年5月）

新詩獎：
- 正獎：隱匿＜永無止境的現在＞ 等10首，收錄於《永無止境的現在》(黑眼睛文化，2018年12月)
- 佳作獎：王姿雯＜白露＞等10首，收錄於《我會學著讓恐懼報數》(九歌，2018年12月)
- 佳作獎：林蔚昀＜女人的肖像＞等10首，收錄於《自己 和 不是自己的房間》(木馬文化，2018年 9月)

### 2020年
(今年起，吳濁流文藝獎與吳濁流文學獎合併舉辦。)
一、現代詩
- 首獎：何郁青〈聲音的來歷〉獎金新臺幣8萬元
- 貳獎：陳思嫻〈在圖書館，遇見……〉獎金新臺幣5萬元
- 參獎：莊育婷〈羊毛氈〉獎金新臺幣3萬元
- 佳作：曾元耀〈泰雅織布歌〉獎金新臺幣1萬元
- 佳作：李振豪〈已知用火〉獎金新臺幣1萬元
- 佳作：霍育琥〈沒有暴徒〉獎金新臺幣1萬元

二、兒童文學
- 首獎：陳秋玉〈我養了一片雲〉獎金新臺幣8萬元
- 貳獎：王美慧〈臭臉巫婆的微笑〉獎金新臺幣5萬元
- 參獎：嚴謐〈黑兒的秘密〉獎金新臺幣3萬元
- 佳作：張英珉〈修玩具的老醫生〉獎金新臺幣1萬元
- 佳作：范富玲〈里長伯的散步密語〉獎金新臺幣1萬元
- 佳作：何志明〈謊話島〉獎金新臺幣1萬元

三、散文
- 首獎-從缺
- 貳獎-從缺
- 參獎：左家瑜〈家〉獎金新臺幣6萬元
- 評審推薦獎：周淑貞〈騙〉獎金新臺幣3萬元
- 評審推薦獎：李東霖〈他們〉獎金新臺幣3萬元
- 評審推薦獎：黃庭鈺〈病房〉獎金新臺幣3萬元
- 評審推薦獎：梁逸歆〈白色冰箱〉獎金新臺幣3萬元
- 評審推薦獎：蔡其祥〈結想〉獎金新臺幣3萬元
- 評審推薦獎：高偉凱〈載著椒麻雞和滷排飯的馬鞍袋之歌〉獎金新臺幣3萬元
- 評審推薦獎：蔡宜穎〈頂上之家〉獎金新臺幣3萬元
- 評審推薦獎：林佳樺〈超級瑪利歐〉獎金新臺幣3萬元
- 佳作：夏意淳〈靜默的銳角〉獎金新臺幣1萬元

四、短篇小說
- 首獎：何郁青〈有狗消失的天空〉獎金新臺幣14萬元
- 貳獎：陳宏志〈出路〉獎金新臺幣8萬元
- 參獎：張喬雅〈遛鳥人〉獎金新臺幣6萬元
- 佳作：廖若松〈小黑〉獎金新臺幣1萬元
- 佳作：魏執揚〈小倩〉獎金新臺幣1萬元
- 佳作：徐麗娟〈日光安靜〉獎金新臺幣1萬元

### 2021年
一、現代詩
- 首獎：黃明峯 〈夢想的譀鏡〉獎金新臺幣8萬元
- 貳獎：游書珣 〈再說一個故事〉獎金新臺幣5萬元
- 參獎：田煥均 〈永遠的獵場〉獎金新臺幣3萬元
- 佳作：黃向澤 〈除戶手續〉獎金新臺幣1萬元
- 佳作：林淵智 〈傾斜之街〉獎金新臺幣1萬元
- 佳作：陳宏志 〈遇見一顆高麗菜〉獎金新臺幣1萬元

二、兒童文學
- 首獎：黃脩紋〈外星人〉獎金新臺幣8萬元
- 貳獎：郭如玉〈最後一位朋友〉獎金新臺幣5萬元
- 參獎：王文美〈睡公主〉獎金新臺幣3萬元
- 佳作：沈婉玲〈時間修復師〉獎金新臺幣1萬元
- 佳作：何志明〈想快點長大的小偉〉獎金新臺幣1萬元
- 佳作：邱慧雯〈怪奇馬戲團〉獎金新臺幣1萬元

三、散文
- 首獎：劉俊毅〈無菌區〉獎金新臺幣14萬元
- 貳獎：胡信良〈小米田〉獎金新臺幣8萬元
- 參獎：徐麗娟〈隱約的碎語〉獎金新臺幣6萬元
- 佳作：陳宏志〈父親來了〉獎金新臺幣1萬元
- 佳作：張弘政〈寫作池塘念作陂〉獎金新臺幣1萬元
- 佳作：楊治庭〈東坡肉〉獎金新臺幣1萬元

四、短篇小說
- 首獎：陳秋玉〈風中的吹糖人〉獎金新臺幣14萬元
- 貳獎：張英珉〈Sexy Tea〉獎金新臺幣8萬元
- 參獎：王仁劭〈鳥擊兩百呎〉獎金新臺幣6萬元
- 佳作：陳泓名〈螞蟻曾經在天空飛翔〉獎金新臺幣1萬元
- 佳作：朱賢哲〈破布〉獎金新臺幣1萬元
- 佳作：陳宏志〈一家人的晚上〉獎金新臺幣1萬元

五、客語詩
- 首獎：張捷明 〈糴稗仔〉獎金新臺幣10萬元
- 貳獎：王倩慧 〈更年期了後〉獎金新臺幣6萬元
- 參獎：吳餘鎬 〈就愛你一儕〉獎金新臺幣4萬元
- 佳作：黃碧清 〈耕作情，行四季〉獎金新臺幣1萬元
- 佳作：呂紹澄 〈緊爬 緊高〉獎金新臺幣1萬元
- 佳作：陳正炯 〈上大堀 下大堀〉獎金新臺幣1萬元

### 2022年
| 類別     | 獎項 | 作者   | 作品名稱                | 獎金   |
| 現代詩   | 首獎 | 吳品瑜 | 佇耳空翕豆菜            | 8萬元  |
| 現代詩   | 貳獎 | 陳坤琬 | 力量—致美麗的詩人陳秀喜 | 5萬元  |
| 現代詩   | 參獎 | 鄭委晉 | 無花                    | 3萬元  |
| 現代詩   | 佳作 | 林念慈 | 紙湖歲月                | 1萬元  |
| 現代詩   | 佳作 | 魏宇欣 | 瓜農說                  | 1萬元  |
| 兒童文學 | 首獎 | 王美慧 | 鼠一鼠二博物館          | 8萬元  |
| 兒童文學 | 貳獎 | 邱慧雯 | 樟樹與她的房客們        | 5萬元  |
| 兒童文學 | 參獎 | 黃淑萍 | 時間錯亂鐘              | 3萬元  |
| 兒童文學 | 佳作 | 王宇清 | 奇諾的光                | 1萬元  |
| 兒童文學 | 佳作 | 洪雅齡 | 我想當媽媽              | 1萬元  |
| 兒童文學 | 佳作 | 張英珉 | 失物招領之屋            | 1萬元  |
| 散文     | 首獎 | 賴俊儒 | 昆蟲觀察日誌            | 14萬元 |
| 散文     | 貳獎 | 陳珮珊 | 風島的花                | 8萬元  |
| 散文     | 參獎 | 徐麗娟 | 半鹹甜                  | 6萬元  |
| 散文     | 佳作 | 林佾靜 | 指南街上的阿喜          | 1萬元  |
| 散文     | 佳作 | 吳俊霖 | 靜物之聲                | 1萬元  |
| 散文     | 佳作 | 陳永信 | 大厝內布袋戲            | 1萬元  |
| 短篇小說 | 首獎 | 嚴翊   | 醜                      | 14萬元 |
| 短篇小說 | 貳獎 | 賴琬蓉 | 小恆的外套              | 8萬元  |
| 短篇小說 | 參獎 | 徐麗娟 | 某天黃昏                | 6萬元  |
| 短篇小說 | 佳作 | 劉元富 | 竹竿最後的盜壘          | 1萬元  |
| 短篇小說 | 佳作 | 陳宏志 | 山裡來的人              | 1萬元  |
| 短篇小說 | 佳作 | 邱劭寧 | 食戲酒                  | 1萬元  |
| 客語詩   | 首獎 | 陳正炯 | 轉屋                    | 9萬元  |
| 客語詩   | 貳獎 | 鄭委晉 | 弦仔摎娘惹粄—新竹山口洋 | 5萬元  |
| 客語詩   | 參獎 | 黃碧清 | 味緒                    | 3萬元  |
| 客語詩   | 佳作 | 張璧瑩 | 韶早𠊎做生日            | 1萬元  |
| 客語詩   | 佳作 | 吳餘鎬 | 懷人                    | 1萬元  |
| 客語詩   | 佳作 | 黃雯琦 | 客家味                  | 1萬元  |

### 2023年
| 類別     | 獎項 | 作者   | 作品名稱                                 | 獎金   |
| 現代詩   | 首獎 | 林端麟 | 迴聲                                     | 8萬元  |
| 現代詩   | 貳獎 | 郭美吟 | 彩色的恆星——極光打擊樂團聽後感           | 5萬元  |
| 現代詩   | 參獎 | 田煥均 | 困境                                     | 3萬元  |
| 現代詩   | 佳作 | 賴文誠 | 為愛搖滾                                 | 1萬元  |
| 現代詩   | 佳作 | 陳鼎斌 | 學著做人                                 | 1萬元  |
| 現代詩   | 佳作 | 林郁茗 | 請別關閉這扇門                           | 1萬元  |
| 兒童文學 | 首獎 | 王昭偉 | 外星人網紅                               | 8萬元  |
| 兒童文學 | 貳獎 | 陳詩婷 | 就說不能放重物                           | 5萬元  |
| 兒童文學 | 參獎 | 鄭丞鈞 | 力量最強的                               | 3萬元  |
| 兒童文學 | 佳作 | 王俍凱 | 開砲吧                                   | 1萬元  |
| 兒童文學 | 佳作 | 賴琬蓉 | 小雨燕的擁抱                             | 1萬元  |
| 兒童文學 | 佳作 | 楊婷雅 | 聖誕卡片老公公                           | 1萬元  |
| 散文     | 首獎 | 張慈方 | 歇喘                                     | 14萬元 |
| 散文     | 貳獎 | 陳昱良 | 長巷盡頭                                 | 8萬元  |
| 散文     | 參獎 | 許瀅   | 凍                                       | 6萬元  |
| 散文     | 佳作 | 李勇達 | 當初戀來牽車                             | 1萬元  |
| 散文     | 佳作 | 曾稔育 | 貍的送別                                 | 1萬元  |
| 散文     | 佳作 | 劉又瑋 | 那些等待便當的日子                       | 1萬元  |
| 短篇小說 | 首獎 | 徐瑋佑 | 河邊的公寓                               | 14萬元 |
| 短篇小說 | 貳獎 | 陳凱琳 | 人走，茶涼                               | 8萬元  |
| 短篇小說 | 參獎 | 賴俊儒 | 旗手                                     | 6萬元  |
| 短篇小說 | 佳作 | 夏意淳 | 她們的夏天                               | 1萬元  |
| 短篇小說 | 佳作 | 嚴翊   | 色色發抖                                 | 1萬元  |
| 短篇小說 | 佳作 | 陳宏志 | 撒韻的心底事                             | 1萬元  |
| 客語詩   | 首獎 | 何卿爾 | 愛光——致敬台灣第一位雕塑藝術家黃土水先生 | 9萬元  |
| 客語詩   | 貳獎 | 彭心怡 | 剪一節日光，寫一條分你个詩               | 5萬元  |
| 客語詩   | 參獎 | 胡文兆 | 壁角个時鐘                               | 3萬元  |
| 客語詩   | 佳作 | 鄭委晉 | 兩个故事——南美洲蔗田摎客家豆油           | 1萬元  |
| 客語詩   | 佳作 | 黃碧清 | 阿爸个手                                 | 1萬元  |
| 客語詩   | 佳作 | 吳餘鎬 | 飼飯                                     | 1萬元  |

### 2024年
| 類別     | 獎項   | 作者   | 作品名稱                         | 獎金   |
| 現代詩   | 首獎   | 劉金雄 | 托瑪斯的回家路                   | 10萬元 |
| 現代詩   | 評審獎 | 江皆瑤 | 老曲盤                           | 5萬元  |
| 現代詩   | 優選   | 羅毓嘉 | 烏山頭                           | 3萬元  |
| 現代詩   | 優選   | 陳宏志 | 守夜                             | 3萬元  |
| 兒童文學 | 首獎   | 陳詩婷 | 獅子頭白菜滷                     | 10萬元 |
| 兒童文學 | 評審獎 | 林郁茗 | 冰封之北                         | 5萬元  |
| 兒童文學 | 優選   | 張英珉 | 音癡鬼一家                       | 3萬元  |
| 兒童文學 | 優選   | 鄭丞鈞 | 鄉下老鼠進城                     | 3萬元  |
| 散文     | 首獎   | 陳翔羚 | 母親的那面牆                     | 15萬元 |
| 散文     | 評審獎 | 施昭如 | 蘭花劇                           | 10萬元 |
| 散文     | 優選   | 徐麗娟 | 父親的樹                         | 6萬元  |
| 散文     | 優選   | 王千瑜 | 鼠輩                             | 6萬元  |
| 短篇小說 | 首獎   | 蘇筠雅 | 無樹的山徑                       | 20萬元 |
| 短篇小說 | 評審獎 | 高肇政 | 魔高一丈                         | 12萬元 |
| 短篇小說 | 優選   | 蔡幸秀 | 在風之中                         | 8萬元  |
| 短篇小說 | 優選   | 張英珉 | 一些最後的風景補拍               | 8萬元  |
| 客語詩   | 首獎   | 蕭宥   | 火燒島                           | 11萬元 |
| 客語詩   | 評審獎 | 邱湘雲 | 刺繡—訪鳳林校長夢工廠            | 6萬元  |
| 客語詩   | 優選   | 徐熏娸 | 摎海講祕密                       | 3萬元  |
| 客語詩   | 優選   | 何卿爾 | 腳跡——致敬一代空拍大師齊柏林先生 | 3萬元  |

## 相關文獻
- 文訊雜誌社編輯，《光復後台灣地區文壇大事記要(增訂本)》文建會，1995年6月2版。
- 陳信元主編、南華大學編譯出版中心編纂，《臺灣地區文壇大事紀要(民國81-84年)》文建會，1999年9月初版。
- 封德屏主編、文訊雜誌社編纂，《1996台灣文學年鑑》，台北市：文建會，1997年6月初版。
- 封德屏主編、文訊雜誌社編纂，《1997台灣文學年鑑》，台北市：文建會，1998年6月初版。
- 封德屏主編、文訊雜誌社編纂，《1998台灣文學年鑑》，台北市：文建會，1999年6月初版。
- 封德屏主編、文訊雜誌社編纂，《1999台灣文學年鑑》，台北市：文建會，2000年10月初版。
- 杜十三總策劃、白靈、須文蔚等人主編，《2000台灣文學年鑑》，台北市：文建會，2002年4月初版。
- 鄭邦鎮總策劃、彭瑞金總編輯，《2003台灣文學年鑑》，台北市：文建會，2004年8月初版。
- 鄭邦鎮總策劃、彭瑞金總編輯，《2004台灣文學年鑑》，台南市：國家台灣文學館，2005年7月初版。
- 林瑞明總編輯，《2005台灣文學年鑑》，台南市：國家台灣文學館，2006年10月初版。
- 彭瑞金總編輯，《2007台灣文學年鑑》，台南市：國立台灣文學館，2008年12月初版。
- 彭瑞金總編輯，《2008台灣文學年鑑》，台南市：國立台灣文學館，2009年12月初版。
- 李瑞騰總編輯，《2009台灣文學年鑑》，台南市：國立台灣文學館，2010年12月初版。
- 李瑞騰總編輯，《2010台灣文學年鑑》，台南市：國立台灣文學館，2011年11月初版。
- 鍾肇政‧《吳濁流台灣文學作品集》‧鴻儒堂出版社‧1977年8月1日
- 張金牆碩士論文：《台灣文藝研究》附錄：《台灣文藝》年表（1964-1994）